# Hannah-Arendt-Institut für Totalitarismusforschung
Das Hannah-Arendt-Institut für Totalitarismusforschung e. V. (HAIT) ist ein An-Institut der Technischen Universität Dresden, das sich der vergleichenden Analyse von Diktaturen widmet. Besonderes Augenmerk liegt dabei auf den Strukturen des Nationalsozialismus und des Kommunismus sowie den Voraussetzungen und Folgen beider Weltanschauungsdiktaturen. Das Institut ist nach der deutsch-amerikanischen Philosophin und Politikwissenschaftlerin Hannah Arendt benannt, deren Hauptwerk The Origins of Totalitarianism (1951, dt. 1955) disziplinübergreifend als eine der einflussreichsten Schriften des 20. Jahrhunderts gilt und insbesondere die wissenschaftliche Auseinandersetzung mit totalitären Herrschaftssystemen nachhaltig geprägt hat.

## Geschichte

### Gründung
Die Initiative zur Einrichtung des HAIT wurzelte in der annähernd 60-jährigen, doppelten Diktaturerfahrung Ostdeutschlands sowie dem aufklärerischen Impuls der Friedlichen Revolution von 1989/90. Kurz nach der deutschen Wiedervereinigung und der Gründung des Freistaates Sachsen fasste der Sächsische Landtag auf Betreiben führender Protagonisten der Bürgerbewegung in der ehemaligen DDR am 21. November 1991 mit Zustimmung aller Fraktionen den Beschluss, „ein Institut zur Erforschung totalitärer Strukturen […] einzurichten“, welches „in interdisziplinärer Arbeit von Historikern, Politologen, Soziologen, Psychologen und Kulturwissenschaftlern die in 60 Jahren gewachsenen politischen und gesellschaftlichen Strukturen des Nationalsozialismus und des SED-Regimes […] erforschen und ihre Auswirkungen auf die gesellschaftliche Entwicklung in der Bundesrepublik Deutschland […] analysieren“ sollte. Nachdem im Juli 1992 eine Gründungskommission unter Vorsitz des an der Universität Bonn lehrenden Osteuropahistorikers Alexander Fischer ihre Tätigkeit aufgenommen hatte, konstituierte sich am 9. November desselben Jahres der Verein „Hannah-Arendt-Institut für Totalitarismusforschung e. V.“ als Träger der gleichnamigen Forschungseinrichtung. Weitere maßgebende Persönlichkeiten in diesem Konstituierungsprozess waren vor allem Matthias Rößler, wissenschaftspolitischer Sprecher der CDU-Landtagsfraktion, und Heinrich Oberreuter, Gründungsdekan der Fakultät für Geistes- und Sozialwissenschaften der TU Dresden.

### 1993–1997

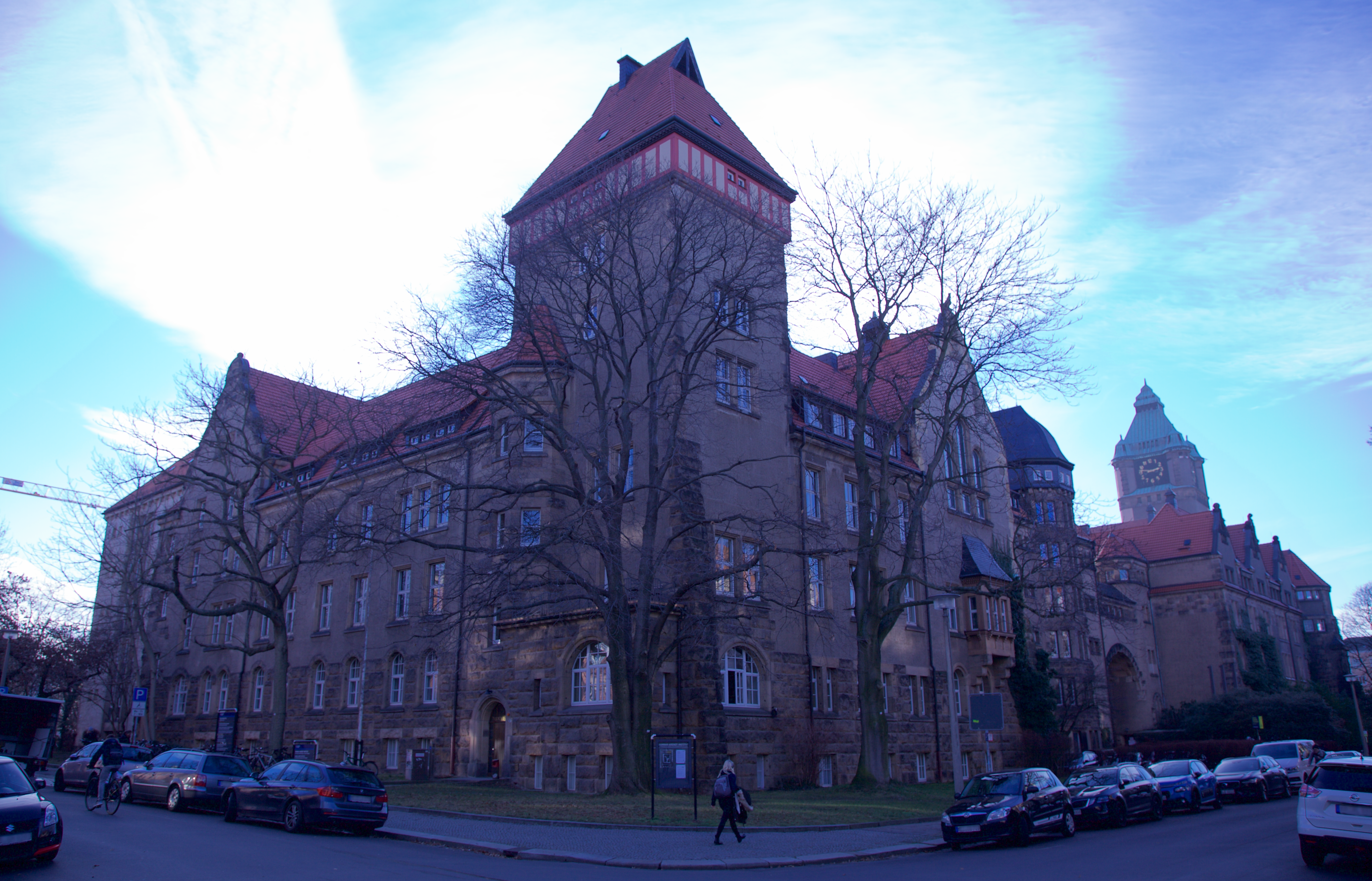
Tillich-Bau, Sitz des HAIT.

Nach Abschluss der Planungen nahm das HAIT schließlich am 17. Juni 1993 – dem 40. Jahrestag des Volksaufstandes gegen die SED-Herrschaft in der DDR – seine Arbeit auf. Als Gründungsdirektor wurde Alexander Fischer berufen, der bereits die Einrichtung des Instituts maßgeblich begleitet hatte. Unter seiner Leitung stand zunächst der infrastrukturelle und personelle Aufbau des HAIT im Vordergrund. Nach einer deutschlandweiten Ausschreibung wurden bis Ende 1994 insgesamt zehn Planstellen für wissenschaftliche Mitarbeiter mit Forschern aus den alten und neuen Bundesländern besetzt. Hinzu kamen etwa noch einmal so viele drittmittelfinanzierte Projektstellen. Außerdem wurden eine wissenschaftliche Spezialbibliothek und ein Dokumentenarchiv zu den anvisierten Schwerpunkten des Instituts aufgebaut. Das betraf in der Frühzeit des HAIT besonders theoretische Arbeiten zu Totalitarismuskonzepten sowie empirische Forschungen zu Repression, Opposition in der DDR und Widerstand gegen den Nationalsozialismus und zur Friedlichen Revolution in Sachsen, deren Ergebnisse fortan in den hauseigenen Publikationsreihen veröffentlicht wurden. Nach dem frühen Tod des Gründungsdirektors übernahm ab Sommer 1995 der Kirchenhistoriker und bisherige stellvertretende Direktor Martin Onnasch die interimistische Leitung des Instituts und führte den eingeschlagenen Weg der Etablierung des HAIT in der gesamtdeutschen Wissenschaftslandschaft kontinuierlich fort.

### 1997–2003
Seit Februar 1997 bekleidete der in einem gemeinsamen Besetzungsverfahren mit der TU Dresden berufene Zeithistoriker Klaus-Dietmar Henke, der zuvor als Abteilungsleiter beim Bundesbeauftragten für die Stasi-Unterlagen tätig gewesen war, das Amt des Direktors am HAIT. Als dessen Stellvertreter kamen außerdem 1998 der Zeithistoriker Clemens Vollnhals sowie 1999 der Politikwissenschaftler Uwe Backes ans Institut. Die weitere Entwicklung war in den Folgejahren vor allem von einer Erweiterung des Forschungsprofils um einige Schwerpunkte wie etwa das Finanzwesen im Nationalsozialismus, das Alltagsleben im Zweiten Weltkrieg, die kommunistische Diktaturdurchsetzung in Sachsen oder die Justizpolitik und Geheimdiensttätigkeit in der DDR geprägt. Das Institut geriet indes Ende 1999 für längere Zeit in die Schlagzeilen der deutschen Presse, als dessen Mitarbeiter Lothar Fritze kontroverse Thesen über den Hitler-Attentäter Georg Elser publiziert hatte. In der Konsequenz des daraus erwachsenden Konflikts zwischen Kuratorium und Direktor wurde der satzungsgemäß befristete Vertrag mit Henke nicht verlängert. Daraufhin beauftragte man ab Februar 2001 Heinrich Oberreuter, seinerzeit Mitglied des Kuratoriums, mit der kommissarischen Führung des HAIT. Ungeachtet der erfolgten Auseinandersetzung bescheinigte im Mai 2002 eine Evaluierungskommission unter Leitung von Gilbert Merlio dem Institut eine „im Ganzen“ positive Leistungsbilanz, die „[ihm] im In- und auch im Ausland hohe Reputation eingebracht“ habe.

### 2003–2009

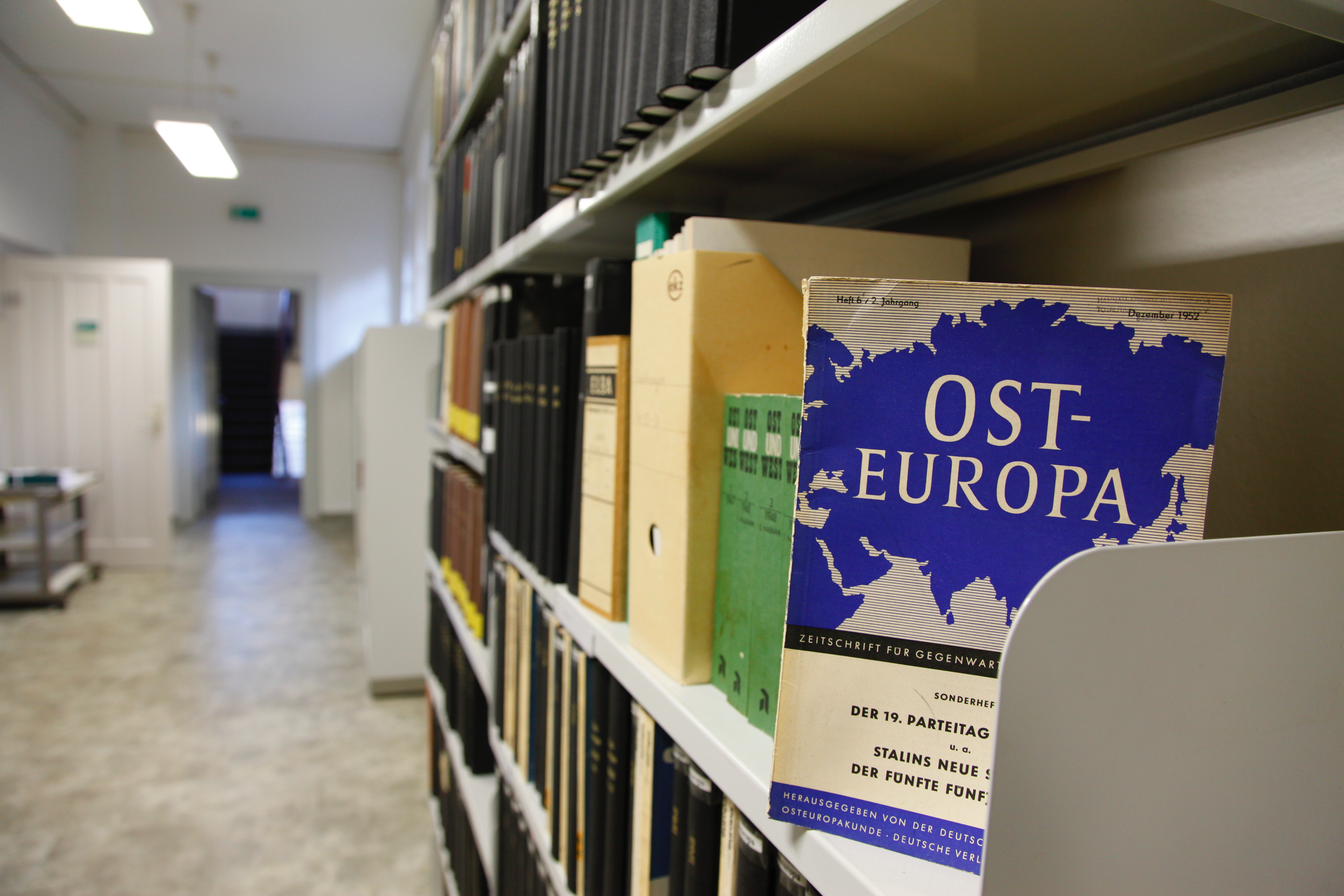
Innenbereich des HAIT.

Als neuer Direktor des HAIT wurde – wiederum im Rahmen eines gemeinsamen Verfahrens mit der TU Dresden – zum April 2003 der bislang an der Universität Heidelberg lehrende Kirchenhistoriker Gerhard Besier berufen. In seiner Amtszeit fanden Themen der ost- bzw. ostmitteleuropäischen Zeitgeschichte vermehrt Eingang in das Forschungsprogramm des Instituts. Ebenso gewannen politikwissenschaftliche Ansätze der vergleichenden Extremismus- und Transformationsforschung an Bedeutung. Darüber hinaus erhielt das HAIT mit der Zeitschrift Totalitarismus und Demokratie nun auch ein hauseigenes Periodikum. Nachdem Besier aufgrund eines umstrittenen Auftritts bei der Scientology-Organisation in Brüssel wiederholt in die öffentliche Kritik geraten war und ihm die Mehrheit der Institutsmitarbeiter in einer internen Stellungnahme das Misstrauen ausgesprochen hatte, wurde sein Vertrag nicht verlängert. Infolgedessen übernahm ab November 2007 der stellvertretende Direktor Clemens Vollnhals die interimistische Leitung des Instituts. Ferner war angesichts der neuerlichen Turbulenzen bereits Mitte desselben Jahres vom Kuratorium eine Strukturkommission unter Vorsitz von Martin Sabrow eingesetzt worden, deren Empfehlungen schließlich in einer satzungsmäßigen Umstrukturierung des Trägervereins und des Kuratoriums mündeten.

### 2009–2017
Seit Oktober 2009 fungierte der Zeithistoriker Günther Heydemann, zugleich Lehrstuhlinhaber am Historischen Seminar der Universität Leipzig, als Direktor am HAIT. Unter seiner Leitung erfuhr insbesondere die Erforschung des Nationalsozialismus in Sachsen eine stärkere Akzentuierung, was im politischen Umfeld des Instituts jedoch nicht unumstritten blieb. Gleichwohl gelang es Heydemann – abgesehen von Zwischenfällen um den im November 2010 als ehemaliger IM enttarnten langjährigen Institutsmitarbeiter Michael Richter sowie den Abdruck eines fingierten Beitrags in der Institutszeitschrift im Dezember 2015 –, das in der Vergangenheit durch mehrere Krisen in Mitleidenschaft gezogene HAIT wieder in ruhiges Fahrwasser zu bringen und auf sein Kerngeschäft der zeitgeschichtlichen und politikwissenschaftlichen Grundlagenforschung zu fokussieren. Nach dem altersbedingten Ausscheiden Heydemanns wurde ab Oktober 2016 erneut Clemens Vollnhals mit der kommissarischen Führung des HAIT betraut.

### Seit 2017

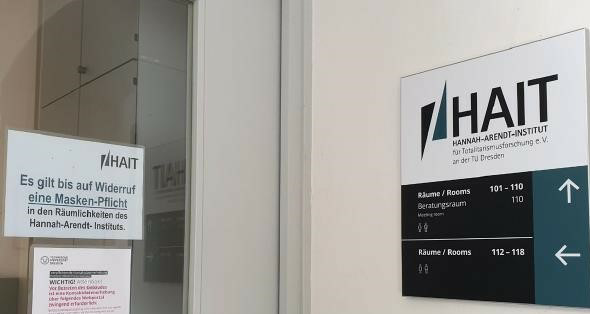
Innenbereich des HAIT.

Als Direktor des HAIT amtierte bis September 2024 der zum Oktober 2017 gemeinsam mit der TU Dresden berufene Zeithistoriker Thomas Lindenberger, der zuvor als Abteilungsleiter am Zentrum für Zeithistorische Forschung tätig gewesen war. Nach seinem Amtsantritt wurde die Forschungstätigkeit des Instituts verstärkt für Fragen zu gesellschaftlichen und politischen Transformationsprozessen in postsozialistischen Gesellschaften geöffnet. Ferner fand im März 2019 eine Evaluation durch ein vom Wissenschaftsrat bestelltes Expertengremium unter Leitung von Caspar Hirschi statt, welches dem Institut attestierte, ein „wichtiger Impulsgeber für die zeitgeschichtliche und politikwissenschaftliche Forschung“ zu sein sowie „wertvolle und unverzichtbare Beiträge sowohl für die wissenschaftliche Begleitung des Andenkens an die Opfer der NS-Diktatur und des SED-Regimes als auch im Hinblick auf die politische Bildung in Sachsen generell“ zu leisten. Seit 2024 ist Uwe Backes Kommissarischer Direktor des Instituts.

## Forschungsprofil
Die Forschungstätigkeit des HAIT konzentriert sich – anknüpfend an das Gesamtwerk seiner Namenspatronin – auf die vergleichende Analyse von Diktaturen sowie die Reflexion der historisch-politischen Bedingungen für freiheitlich-demokratische Ordnungen. Gemäß dem Satzungsauftrag steht die systematische Untersuchung der politischen, sozialen und kulturellen Entwicklungen während der NS- und der SED-Diktatur im Zentrum der Arbeit. Ein besonderer Fokus liegt dabei auf der Analyse von Opposition und Widerstand gegen jene beiden deutschen Diktaturen des 20. Jahrhunderts. Darüber hinaus gehören international bzw. intertemporal vergleichende Perspektiven auf andere faschistische und staatssozialistische Regime ebenso zum Forschungsprogramm wie die Auseinandersetzung mit der politischen, wirtschaftlichen und sozialen Transformation in den postkommunistischen Ländern nach 1989. Ferner widmet sich das Institut auch der Erforschung aktueller Herausforderungen und Gefährdungen der Demokratie, insbesondere durch autokratische und fundamentalistische Regime sowie durch extremistische, rassistische und antisemitische Einstellungen und Bewegungen.
Unter diesen Gesichtspunkten gliedert sich die Arbeit am HAIT aktuell in drei Forschungsfelder und eine Querschnittsaufgabe:
- Diktaturen und Autokratien im 20. Jahrhundert und ihre Aufarbeitung (Diktaturforschung),
- Transformationen in international vergleichender Perspektive (Transformationsforschung),
- Vergleichende Extremismus- und Autokratieforschung (Extremismusforschung),
- Querschnittsaufgabe: Konzeptionelle und begriffsgeschichtliche Grundlagen.

## Kooperationspartner
Im Inland kooperiert das HAIT auf der Basis einer Vereinbarung über die Zusammenarbeit als An-Institut mit der TU Dresden, insbesondere mit dem dortigen Institut für Geschichte, dem Institut für Politikwissenschaft sowie dem Zentrum für Integrationsstudien. Hinzu kommt die Zusammenarbeit mit zwölf Hochschulen sowie elf außeruniversitären Forschungseinrichtungen, Forschungsmuseen und anderen Einrichtungen. Außerdem bestehen Kooperationen mit zehn Universitäten bzw. außeruniversitären Forschungsinstituten im Ausland, vorwiegend in Nordamerika sowie den verschiedenen Regionen Europas.
Unter den Einrichtungen außerhalb der TU Dresden sind unter anderem die die Abteilung für Kulturanthropologie der Universität Belgrad, die Bundesstiftung zur Aufarbeitung der SED-Diktatur, Berlin, das Wissenschaftszentrum Berlin für Sozialforschung (WZB), das Institut für Politikwissenschaft der Masaryk-Universität Brno, das Institute of Advanced Studies (IAS) an der Central European University Budapest, das Institut für Sächsische Geschichte und Volkskunde (ISGV), Dresden, das Varieties of Democracy Institute (V-Dem) an der Universität Göteborg, die Forschungsgruppe Autoritäre Politik am German Institute of Global and Area Studies (GIGA), Hamburg, das Kompetenzzentrum für Rechtsextremismus- und Demokratieforschung (KReDo) an der Universität Leipzig, das Leibniz-Institut für Geschichte und Kultur des östlichen Europa (GWZO), Leipzig, die Slowenische Akademie der Wissenschaften und Künste (SASA), Ljubljana, die Abteilung für Zeitgeschichte der Universität Complutense Madrid, das Herder-Institut für historische Ostmitteleuropaforschung (HI), Marburg, die Hochschule für Politik (HfP), München, das Leibniz-Zentrum für Zeithistorische Forschung (ZZF), Potsdam, das Institut für Internationale Studien der Karls-Universität Prag, das Leibniz-Institut für Ost- und Südosteuropaforschung (IOS), Regensburg, das Institut für Politikwissenschaft der Universität Ottawa, das Institut für Osteuropäische Geschichte der Universität Wien sowie die Forschungs- und Beratungsstelle Terrorismus/Extremismus (BTE) beim Bundeskriminalamt, Wiesbaden, wichtige Kooperationspartner.

## Wissenstransfer
Einen zentralen Bestandteil der Tätigkeit des HAIT bildet die satzungsmäßig gebotene Vermittlung der eigenen Forschungsergebnisse an eine breite Öffentlichkeit. Vor diesem Hintergrund besteht eine kontinuierliche Zusammenarbeit mit diversen Gedenkstätten, Trägern der historisch-politischen Bildungsarbeit, Lehrerbildungsinstitutionen, Schulen und zivilgesellschaftlichen Akteuren, die regelmäßig auf die seitens des Instituts bereitgestellten Beratungs-, Fortbildungs- und Vortragsangebote zurückgreifen. Das betrifft unter anderem die Stiftung Sächsische Gedenkstätten zur Erinnerung an die Opfer politischer Gewaltherrschaft, die Sächsische Landeszentrale für politische Bildung, die Staatlichen Kunstsammlungen Dresden, das Stadtmuseum Dresden oder die sächsischen Landesbüros von parteinahen Stiftungen wie der Konrad-Adenauer-Stiftung, der Friedrich-Ebert-Stiftung, der Heinrich-Böll-Stiftung und der Wilhelm-Külz-Stiftung.

## Publikationen
Das Publikationsprofil des HAIT umfasst im Segment der klassischen Printmedien vier, zum Teil mit Kooperationspartnern herausgegebene, wissenschaftliche Buchreihen. Weiterhin wird eine Fachzeitschrift mit zwei Heften pro Jahr herausgegeben, die als PDF im Open Access erscheint und parallel gedruckt. Im Bereich der digitalen Medien existiert seit 2020 der Blog Denken ohne Geländer. Daneben stellt das Institut der interessierten Forschungsöffentlichkeit mehrere zeitgeschichtlich fokussierte Datenbanken zur Verfügung.

### Zeitschrift
- Die Institutszeitschrift Totalitarismus und Demokratie erscheint seit 2004 zweimal jährlich bei Vandenhoeck & Ruprecht und stellt eine interdisziplinäre Plattform zur vergleichenden Erforschung nicht-demokratischer Systeme und Bewegungen in Geschichte und Gegenwart sowie der Analyse der Voraussetzungen für freiheitlich-demokratische Gesellschaften dar.

### Schriftenreihen

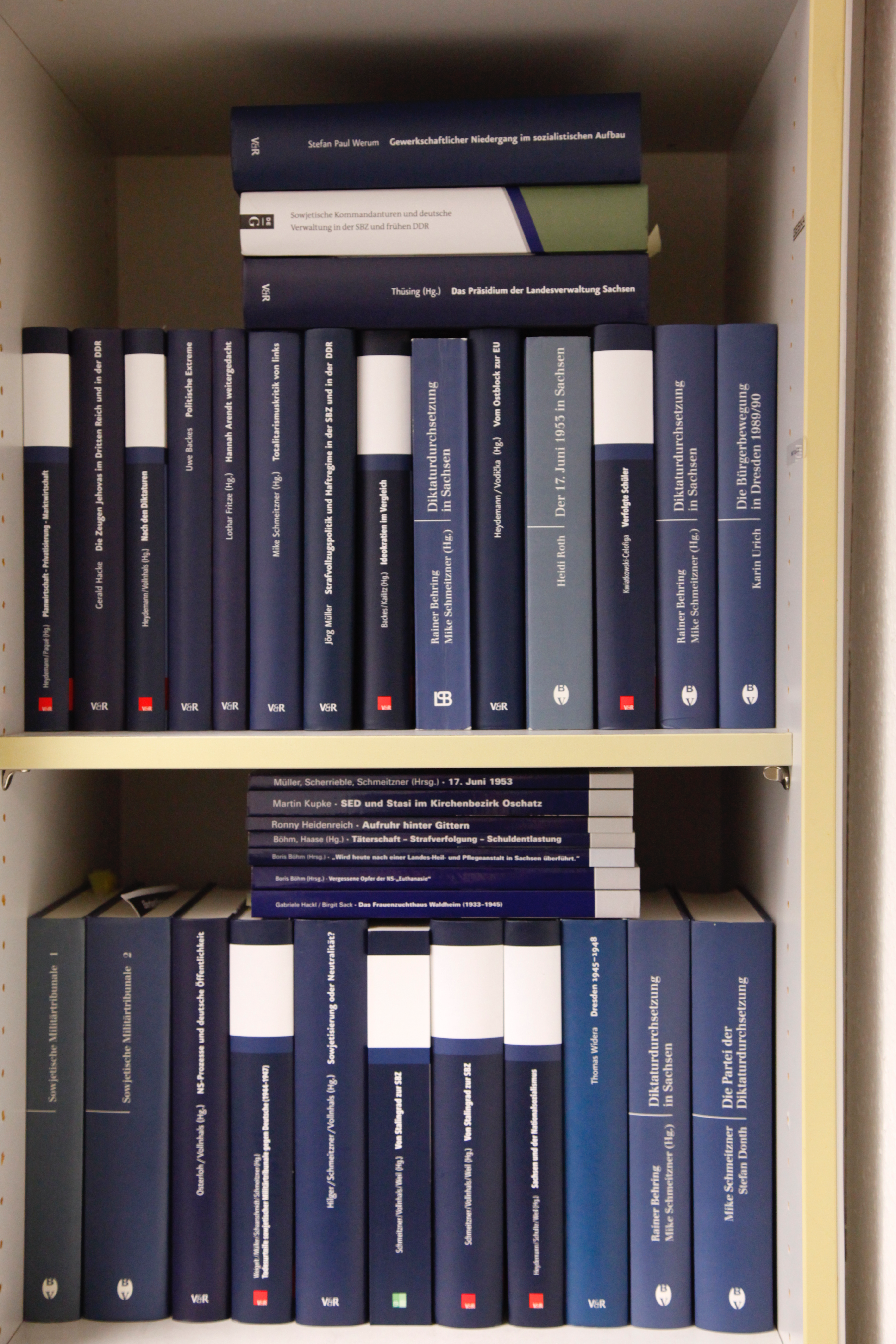
Schriften des HAIT.

- Die Reihe Schriften des Hannah-Arendt-Instituts wird seit 1995 – zunächst im Böhlau Verlag, ab 2004 bei Vandenhoeck & Ruprecht – herausgegeben und dient der Publikation umfangreicher Forschungsergebnisse zur Geschichte des Nationalsozialismus, des Kommunismus und der Transformation nach 1989 sowie zu den Erscheinungsformen des politischen Extremismus in Geschichte und Gegenwart. Die bislang 68 veröffentlichten Bände (Stand: Oktober 2021) umfassen sowohl Monografien als auch Konferenzdokumentationen.
- Unter dem Reihentitel Berichte und Studien erscheinen seit 1995 – zunächst im Eigenverlag, ab 2004 bei V&R unipress – dem Institutsprogramm verpflichtete Studien geringeren Umfangs zur deutschen und (ost-)europäischen Regionalgeschichte sowie zum politischen Extremismus in Sachsen. Gegenwärtig zählt die Reihe 84 Monografien und Sammelbände (Stand: Oktober 2021).
- Die Reihe Wege der Totalitarismusforschung wird seit 2009 bei Vandenhoeck & Ruprecht herausgegeben und dient der Verbreitung vergriffener oder vergessener, zum Teil auch unbeachtet gebliebener Grundlagenwerke der Totalitarismusforschung. Die bislang fünf publizierten Bände (Stand: Oktober 2021) widmen sich einschlägigen Arbeiten von Richard Löwenthal, Jacob Talmon, Aleksander Hertz, Aurel Kolnai und Luigi Sturzo.
- In der Reihe Lebenszeugnisse – Leidenswege, die in Kooperation mit der Stiftung Sächsische Gedenkstätten seit 1996 im Eigenverlag erscheint und für die politische Bildungsarbeit konzipiert ist, werden (auto-)biografische Berichte von Opfern politischer Gewaltherrschaft veröffentlicht. Aktuell umfasst die Reihe 26 Bände (Stand: Oktober 2021).

### Datenbanken
- Zur NSDAP-Tageszeitung Der Freiheitskampf[43] wird am HAIT seit 2017 – ursprünglich im Rahmen des von der Sächsischen Akademie der Wissenschaften koordinierten und inzwischen ausgelaufenen Verbundprojekts Virtuelle Archive für die geisteswissenschaftliche Forschung[44] – eine Datenbank erarbeitet, die eine gezielte Open-Access-Suche nach Daten und Ereignissen zur regionalen Geschichte des Nationalsozialismus in dem rund 66.000 Blatt umfassenden Zeitungsbestand ermöglicht. Bei der Verschlagwortung und Personenzuordnung wird auf die Gemeinsame Normdatei sowie bei der Ortsidentifikation auf das Historische Ortsverzeichnis von Sachsen zurückgegriffen. Aktuell ist der Zeitraum von 1930 bis 1937 freigegeben (Stand: Oktober 2021), die weiteren Jahrgänge bis 1945 werden sukzessive nach Bearbeitung zugeschaltet. In Zusammenarbeit mit der Sächsischen Landes- und Universitätsbibliothek Dresden (SLUB) arbeitet man derzeit an einer offeneren Zugriffsmöglichkeit – die Anzeige der Volltext-Digitalisate kann bisher lediglich via User Acess an Arbeitsplätzen der SLUB bzw. der Institutsbibliothek erfolgen – sowie weiteren digitalen Optionen.
- Die Datenbank Filmzensur Ost-West[45], die am Institut ab 2016 in Kooperation mit der DEFA-Stiftung erstellt wurde, enthält standardisierte Angaben zu allen ca. 630 ostdeutschen Filmen der DEFA und des Deutschen Fernsehfunks, die zwischen 1954 und 1966 im Auftrag der Bundesregierung vom Interministeriellen Ausschuss für Ost-West-Filmfragen überprüft worden sind. Das frei zugängliche Online-Recherchetool bietet unter anderem Zugriff auf die einzelnen Prüfentscheidungen samt Begründung.
- Zu den Urteilen der Sowjetischen Militärtribunale entstanden am HAIT im Zusammenhang mit einem ab 1998 vom Bundesministerium des Innern und der Deutsch-Russischen Historikerkommission geförderten Forschungsprojekt[46][47] mehrere Datenbanken. Auf Basis russischer und deutscher Quellen sind insgesamt mehr als 55.000 Verfahren gegen deutsche Zivilisten bzw. Militärangehörige erfasst worden. Die standardisierten Informationen zur SMT-Tätigkeit umfassen unter anderem Namen der Betroffenen, Urteilsgründe, Strafmaß und Entlassungsdatum. Sie können im Bedarfsfall individuell angefragt oder selbst an einen Arbeitsplatz der Institutsbibliothek recherchiert werden.
- Die Datenbank zur Friedlichen Revolution in Sachsen, die am Institut im Zuge früherer Forschungsprojekte[48][49][50][51] angelegt wurde, enthält etwa 1.400 Dateien mit jeweils mehreren gescannten Archivdokumenten und dokumentiert in chronologischer Reihenfolge die politische Entwicklung 1989/90 in allen Kreisen der früheren DDR-Bezirke Dresden, Leipzig und Karl-Marx-Stadt. Der Zugriff ist auf Anfrage lokal an einem Arbeitsplatz der Institutsbibliothek möglich.

## Bibliothek

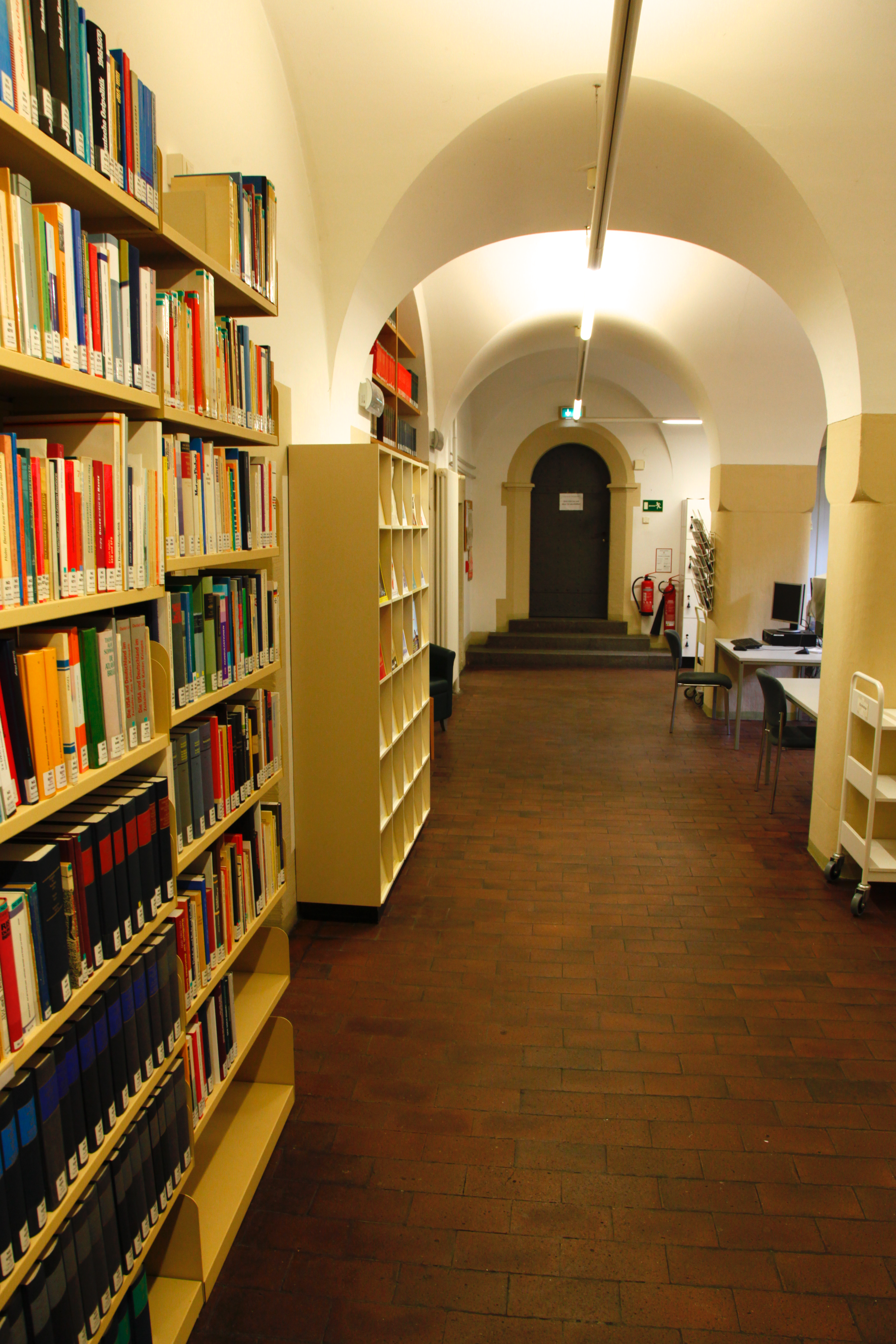
Bibliothek des HAIT.

Das HAIT unterhält eine hauseigene Spezialbibliothek, deren gegenwärtig rund 54.000 Bände (Stand: Januar 2024) der wissenschaftlichen wie allgemeinen Öffentlichkeit zur Präsenznutzung offenstehen. Die Sammelgebiete orientieren sich dabei weitgehend an den Forschungsschwerpunkten des Instituts. So findet sich vorrangig Literatur zur Geschichte des Nationalsozialismus, der SBZ/DDR und der Transformation nach 1989 sowie zu Diktaturen und zum politischen Extremismus in Europa. Ferner kann auf ein umfangreiches Angebot von ca. 550 einschlägigen Fachzeitschriften und Tageszeitungen zugegriffen werden.

## Gremien und Personen
Das HAIT trägt die Rechtsform eines eingetragenen Vereins, dem juristische Personen des Privatrechts und des öffentlichen Rechts – unter anderem der Freistaat Sachsen, vertreten durch das Sächsische Staatsministerium für Wissenschaft, Kultur und Tourismus – als stimmberechtigte Mitglieder angehören. Gemäß seiner Satzung obliegt die Leitung des Vereins einem Vorstand mit der Amtsbezeichnung Direktor, der – unterstützt durch seine zwei Stellvertreter – die laufenden Geschäfte führt. Der Direktor wird vom Kuratorium im Benehmen mit dem Wissenschaftlichen Beirat jeweils für eine Amtszeit von fünf Jahren befristet bestellt. Das Kuratorium wacht über die Erfüllung der satzungsmäßigen Aufgaben des Vereins. Es besteht aus sieben stimmberechtigten Mitgliedern, die als Vertreter verschiedener, in der Satzung ausgewiesener Institutionen jeweils für eine Amtsperiode von fünf Jahren gewählt bzw. bestellt werden. Der Wissenschaftliche Beirat berät das Kuratorium und den Vorstand in allen wissenschaftlichen Fragen von Gewicht. Ihm gehören zwischen fünf und neun stimmberechtigte Mitglieder an, die von der Technischen Universität Dresden, der Universität Leipzig bzw. vom Kuratorium im Benehmen mit dem Vorstand jeweils für eine Amtszeit von fünf Jahren bestellt werden.

### Direktion
- Uwe Backes – kommissarischer Direktor (seit 2024)

ehemalig
- Gerhard Besier – Direktor (2003–2007)
- Alexander Fischer – Direktor (1993–1995)
- Klaus-Dietmar Henke – Direktor (1997–2002)
- Günther Heydemann – Direktor (2009–2016)
- Heinrich Oberreuter – komm. Direktor (2002–2003)
- Martin Onnasch – stellv. Direktor (1994–1997), komm. Direktor (1995–1997)
- Clemens Vollnhals – stellv. Direktor (1998–2021), komm. Direktor (2007–2009, 2016–2017)
- Thomas Lindenberger – Direktor (2017–2024)

### Wissenschaftliches Personal
Senior Researcher
- Agnes Anna Arndt (seit 2024)
- Udo Grashoff (seit 2024)
- Steffen Kailitz (seit 2007)
- Anne Klammt (seit 2023)
- Friederike Kind-Kovács (seit 2018)
- Andreas Kötzing (seit 2013)
- Mike Schmeitzner (seit 1998)
- Francesca Weil (seit 2003)

Postdocs
- Claudia Böttcher (seit 2018)
- Maren Hachmeister (seit 2020)
- Jakub Wondreys (seit 2022)

ehemalig
- Johannes Bähr (1998–2002)
- Gerhard Barkleit (1993–2008)
- Wolfgang Bialas (2009–2012)
- Christoph Boyer (1994–1999)
- Lothar Fritze (1993–2019)
- Ines Geipel (2001)
- Manfred Grieger (1998)
- Andreas Hilger (1999–2002)
- Tytus Jaskułowski (2006–2016)
- Kornelia Kończal (2017–2018)
- Gerhard Lindemann (2003–2007)
- André Postert (2014–2021)
- Michael Richter (1994–2010)
- Bernd Schäfer (1998–2001)
- Ute Schmidt (1999–2002)
- Jan Erik Schulte (2010–2014)
- Katarzyna Stokłosa (2004–2007)
- Jochen Tiepmar (2020–2023)
- Karel Vodička (2010–2014)
- Manfred Zeidler (1994–1998)
- Dieter Ziegler (1998–2002)

### Trägerverein
- Martin Gillo (seit 2006)
- Manfred Heinemann (seit 1993)
- Thomas Lindenberger (seit 2017)
- Matthias Rößler (seit 1993)
- Monika Runge (2004 bis 2022)
- Collegium Carolinum, München (seit 2018) – derzeit vertreten durch Martin Schulze Wessel
- Freistaat Sachsen, vertreten durch das Sächsische Staatsministerium für Wissenschaft, Kultur und Tourismus (seit 1993) – derzeit vertreten durch Jörg Logé
- Institut für Sächsische Geschichte und Volkskunde, Dresden (seit 2008) – derzeit vertreten durch Andreas Rutz
- Leibniz-Institut für Geschichte und Kultur des östlichen Europa, Leipzig (seit 2008) – derzeit vertreten durch Christian Lübke
- Leibniz-Institut für jüdische Geschichte und Kultur – Simon Dubnow, Leipzig (seit 2008) – derzeit vertreten durch Yfaat Weiss
- Sächsische Akademie der Wissenschaften (seit 2008) – derzeit vertreten durch Hans-Joachim Knölker
- Technische Universität Dresden (seit 2008) – derzeit vertreten durch Tim Buchen
- Zentrum für Antisemitismusforschung der Technischen Universität Berlin (seit 2018) – derzeit vertreten durch Stefanie Schüler-Springorum

### Kuratorium
- Dietmar Neutatz – Vertreter des Wissenschaftlichen Beirats (seit 2017)
- Roswitha Böhm – stellv. Vorsitzende, Vertreterin der Technischen Universität Dresden (seit 2020)
- Thomas Lindenberger – mit beratender Stimme, Direktor des HAIT (seit 2017)
- Martin Modschiedler – Vertreter des Sächsischen Landtags (seit 2020)
- Martin Schulze Wessel – Vertreter der Mitgliederversammlung des Trägervereins (seit 2018)
- Felicitas Roth, Vorsitzende – Vertreterin des Sächsischen Staatsministeriums für Wissenschaft, Kultur und Tourismus (seit 2024)
- Hans-Joachim Knölker – Vertreter der Sächsischen Akademie der Wissenschaften (seit 2024)
- Marianne Kneuer – Vertreterin des Wissenschaftlichen Beirats (seit 2024)

### Wissenschaftlicher Beirat
- Ellen Bos – Andrássy Universität Budapest (seit 2019)
- Barbara Klich-Kluczewska – Jagiellonen-Universität Krakau (seit 2024)
- Marianne Kneuer – Vorsitzende, Technische Universität Dresden (seit 2024)
- Sandrine Kott – Universität Genf (seit 2018)
- Dietmar Neutatz – Albert-Ludwigs-Universität Freiburg (seit 2016)
- Gert Pickel – Universität Leipzig (seit 2017)
- Sybille Steinbacher – Fritz-Bauer-Institut Frankfurt am Main (seit 2018)